# 24SevenOffice
24SevenOffice, är ett ledande norskt IT-företag specialiserat på helhetliga affärs- och bokföringssystem. Med visionen att "Stärka företag för framtiden", fokuserar företaget på att erbjuda smarta och flexibla lösningar som effektiviserar arbetsuppgifter inom bokföring, ekonomi och administration. Företaget har sitt huvudkontor i Oslo och kontor i Sverige, Danmark och USA. Nyligen genomgick företaget en omfattande varumärkesförnyelse för att ytterligare stärka sin position som innovatör i branschen.

## Företagshistoria
24SevenOffice startades 1997 i Porsgrunn av Stian Rustad. Företaget hette tidigare kontorplassen.no men bytte i februari 2005 namn till 24SevenOffice.
I februari 2005 köpte företaget den svenska konkurrenten Start and Run, vilket medförde omkring 400 nya kunder.
Företaget har upplevt betydande tillväxt, inklusive en börsnotering på Oslobörsen 2007, senare privatisering år 2013 och är nu noterad på Spotlight. Företaget har också stärkt sin kundbas genom att attrahera ledande revisionsföretag som PwC och KPMG.

## Produkt
24SevenOffice är ett komplett webbaserat (SaaS) ekonomisystem (ERP) som inkluderar moduler för CRM, bokföring, fakturering, lönehantering, tidrapportering, klimatbokföring, projektstyrning och mer. Företagets produkter är integrerade och molnbaserade, vilket säkerställer sömlös dataflöde och tillgänglighet från vilken plats som helst. Med flera hundra miljoner kronor investerade i produktutveckling under det tidiga 2020-talet erbjuder företaget nu ett förbättrat användargränssnitt och utökat tjänsteutbud för att möta marknadens ständigt föränderliga behov.

24SevenOffice har vunnit flera priser, till exempel, «Seal of Excellence» på CeBIT och «Årets Produkt 2005» i Kapital.

## Konkurrenter
24SevenOffice konkurrerar med både internationella och nationella företag. Detta inkluderar amerikanska NetSuite, som i sin tur ägs av Oracle-chefen Larry Ellison. I Norden tävlar de mot system som Tripletex, Conta, Fiken, samt traditionella norska aktörer som Mamut och Visma.

## Moduler
- Fakturering
- Bokföring
- Fakturering
- Lönesystem
- Projektstyrning
- Tidrapportering
- Påminnelse och inkasso
- Säljstödsystem (CRM)
- Fil-/dok-behandlare
- E-mail
- Kalender
- Publicering
- E-handel